# Joachim Israel
Joachim Israel (9. juni 1920 i Karlsruhe, Tyskland – 15. maj 2001) var en svensk professor i sociologi.
Han har udgivet en række værker om kulturkritiske og sociologiske emner. Israels værker har udgangspunkt i Karl Marx alienationsteori og er påvirket af moderne socialpsykologisk teori, fx hos George Herbert Mead, men også af psykoanalysen og filosoffer som Martin Buber og Peter Zinkernagel. Hans Sociologisk Grundbog er inspireret af Berger og Luckmanns tresidede teori, at 1) samfundet er et menneskeligt produkt; 2) Samfundet er en objektiv realitet og 3) Mennesket er et samfundsskabt væsen.

## Biografi
Han var af jødisk afstamning og udgik den nazistiske forfølgelse ved at flytte til Sverige i 1938. Her var han landarbejder i ti år. Herefter påbegyndte han sine studier og blev dimitteret i 1956 fra Stockholms universitet, Han var professor i sociologi ved Lunds universitet fra 1971-1987. Han virkede desuden som gæsteprofessor ved en række andre universiteter, blandt andre Københavns Universitet.
Israel deltog ofte i akademiske debatter ud fra et radikalt socialistisk perspektiv og er af professorkolleger blevet betegnet som "stridbar". I ungdommen var han zionist og socialdemokrat, senere erklærede han sig som "humanistisk marxist" Da han i 1971 blev indsat som professor i Lund afsluttede han sin forelæsning med ordene "all makt åt folket". Israel mente, at det var forskningens opgave at politisere og tage parti i klassekampen. I året 1987 blev han efterfulgt han som professor af Bengt Gesser.
Han var medlem af den internationale kommission, der undersøgte omstændighederne ved Ulrike Meinhofs død i fængslet i Stammheim.
Omkring 1980 var Israel en af initiativtagerne til at grundlægge det svenske Miljöpartiet. Senere vendte han tilbage til et mere socialdemokratisk samfundssyn, blandt andet da han i bogen Klappjakt på välfärden fra 1994 kraftigt bakkede velfærdsstaten op og tog skarpt afstand fra nyliberalismeen.
Han var også kendt for at støtte det palæstinensiske selvstyre og udøvede en kraftig kritik af den israelske bosættelsespolitik.

## Værker i udvalg
- Social Psykologi, 1963
- Välfärdssamhället och därefter, 1969
- Fremmedgørelse fra Marx til moderne sociologi, 1969 (Bibliotek Rhodos)
- Israel, Joachim (1975). Sociologisk Grundbog, Bind 1. Gyldendal.
- Israel, Joachim (1975). Sociologisk Grundbog, Bind 2. Gyldendal.